# Jeremias Hoesch
Jeremias Hoesch (zur Unterscheidung vom Vater auch Jeremias der Jüngere oder Jeremias II. genannt) (* etwa 1610 in Aachen (ungesichert); † 1653 in Warschau) war der erste Eisenindustrielle der Familie Hoesch.
Er war Sohn des gleichnamigen Vaters (1568–1643) und der Mutter Agnes Hansen (1579–1653), Tochter eines Kupfermeisters. Dieser war, wie zuvor schon die Kupfermeister-Familien Peltzer, Schleicher, Amya, Prym und andere, gezwungen, auf Grund der Benachteiligungen und Nachstellungen der wieder aufkeimenden Aachener Religionsunruhen auf Dauer aus Aachen ins benachbarte Stolberg auszuwandern, wo er um 1610 zunächst den Kupferhof Alte Krautlade übernahm. Hoesch, jun. arbeitete zunächst im väterlichen Kupfer- und Messinggeschäft, machte sich aber rasch selbständig.
Seit 1637 begann Hoesch, Anteile an Hütten und Eisenhämmern im Vichtal bei Stolberg zu erwerben. Im Jahr 1638 heiratete er Katharina Prym (1610–1681), Tochter von Wilhelm Prym, eines Kürassiers in kaiserlichen Diensten. Aus der Ehe gingen unter anderem die Söhne Jeremias III. (1641–1716), dessen Nachfahren auf Junkershammer blieben, und Wilhelm (1642–1704), dem später der Platenhammer zugesprochen wurde, hervor.
Ab etwa 1645 konnte Hoesch auf die Zweifaller Kirchhütte, Cronenhütte, Vichter Hütte und den Junkershammer erheblichen Einfluss ausüben. Durch die Verlegung zweier vollkommen unter seiner Kontrolle stehender Hütten in die Nähe des Junkershammer erhöhte Hoesch den Grad der Konzentration der Produktion. Daneben errichtete er dort zur Weiterverarbeitung zwei Reckhämmer und eine Eisenschneidemühle. Letztere war die erste ihrer Art in der Region. Die Mühle war in Betrieb, wenn die Wasserkraft für die Hammerwerke nicht benötigt wurde. Das von der Mühle geschnittene Eisen ließ Hoesch von hausindustriellen Nagelschmieden weiterverarbeiten.
Damit entstand dort ein integriertes montanindustrielles Unternehmen. Diese umfasste die Eisenproduktion, die Produktion von Halbfertigwaren und die Herstellung von Fertigwaren. In den folgenden Jahren kam auch die Vichter Hütte gänzlich in den Besitz Hoeschs.